# Генрих XI (князь Рейсс-Грейца)
Генрих XI (нем. Heinrich XI; 18 марта 1722, Оберграйц — 28 июня 1800, Грайц) — немецкий дворянин, глава дома Рейссов старшей линии. С 1723 года носил титул графа, в 1778 году он был возведён в имперские князья, став первым правителем княжества Рейссов старшей линии.

## Биография
Генрих XI был сыном графа Генриха II Рейсс-Обергрейцского (1696—1722) и его жены графини Софии Шарлотты фон Ботмер (1697—1748). Он наследовал своему старшему брату Генриху IX, как граф Рейсс-Обергрейца, в 1723 году. Его правление было необычайно долгим — более 77 лет.
После смерти графа Генриха III Рейсс-Унтергрейцского в 1768 году, Унтергрейц также перешел во владения Генрих XI. Это позволило графу воссоединить в своих руках рейсские владения старшей линии. Он систематически перестраивал резиденцию в Грайце, построил летний дворец между 1769 и 1779 годами, основал придворную библиотеку и построил «Фарфоровую ротонду» в Грайцпарке.
12 мая 1778 года он был возведен в ранг имперского князя как князь Рейсс-Грейцский. Благодаря своим тесным связям с австрийской императорской семьей также был награждён большим крестом ордена Святого Стефана.

## Семья
Генрих XI женился первым браком 4 апреля 1743 года в Кёстрице на Конрадине (1719—1770), дочери графа Генриха XXIV Рейсс фон Шлёйц цу Кёстриц, от которой у него было одиннадцать детей:
- Генрих XII (1744—1745)
- Амалия (1745—1748)
- Генрих XIII (1747—1817), князь Рейсс-Грейц
- Фридерика (1748—1816) в первом браке жена графа Фридриха Людвига Кастель-Рюденхаузенского[нем.], во втором браке жена князя Фридриха Гогенлоэ-Кирхбергского
- Генрих XIV (1749—1799) — австрийский посол в Пруссии
- Генрих XV Рейсс-Плауэн (1751—1825) — фельдмаршал Австрийской империи
- Изабелла (1752—1824) жена бурграфа Вильгельм Георг Кирхбергского
- Мария (1754—1759)
- Виктория (1756—1819) жена князя Вольфганга Эрнста II Изенбург-Бирштайнского
- Генрих XVI (1759—1763)
- Генрих XVII (1761—1807)

Вторым браком, 25 октября 1770 года, женился на Александрине (1740—1809), дочери графа Кристиана Карла фон Лейнинген-Дагсбургского в Франкфурте-на-Майне. В данном браке детей не было.